# کنستانتین کارامانلیس
کنستانتین کارامانلیس (یونانی: Κωνσταντίνος Γ. Καραμανλής؛ ۸ مارس ۱۹۰۷ – ۲۳ آوریل ۱۹۹۸) یک سیاستمدار اهل یونان بود. وی چهار دوره نخست‌وزیر و دو دوره رئیس‌جمهور جمهوری هلنی سوم یونان و یکی از ارکان اصلی سیاست این کشور بود که پیشینه سیاسیش بر بیشتر نیمه دوم قرن بیستم یونان سایه انداخته‌است.
با طولانی‌ترین دوره نخست‌وزیری در یونان (۱۴ سال)، وی به خاطر احیای موفق دموکراسی یونان بعد از حکومت نظامی این کشور با پایه‌گذاری جمهوری هلنی سوم شناخته می‌شود. به عنوان یک طرفدار سرسخت اروپای متحد، او همچنین عامل دسترسی کشورش به مجامع اروپایی بود. کارامانلیس در سال ۱۹۷۸ برنده جایزه شارلمانی گردید.